# Latife Hanım
Latife Hanım (turc: Latife Uşaklıgil)  (Esmirna, 17 de juny de 1898 - Istanbul, 12 de juliol de 1975) va ser l'única dona casada amb Mustafa Kemal Atatürk, el fundador i primer president de la República de Turquia, i una de les defensores de la vida pública i política de la dona a Turquia.

## Biografia
Nascuda a Esmirna com filla de l'Uşakizade (d'Uşak) Muammer Bey, dues vegades alcalde d'Esmirma, elegit per la primera vegada el 5 de juliol de 1909 i la segona el 1924. Estudia la primeria en Esmirna, a la seva casa, la secundaria en Istanbul, en el Institut americà d'Arnavutköy. Va estudiar lei i ciència política a Sorbonne en París. Al seu retorn a Esmirna, el 17 de juny de 1922, just en el seu aniversari, la noia turca que venia sola de França va cridar l'atenció de les forces d'ocupació gregues i volien buscar-la. Quan va rebutjar ser tocada pels soldats i va protestar fortament per aquesta pràctica, va ser arrestada i empresonada durant tres dies fins que la influència i els contactes del seu pare van aconseguir el seu alliberament.
El 9 de setembre de 1922, després de la recuperació d'Esmirna per part de les forces turques, va convidar al general Mustafa Kemal a quedar-se a casa seva, una gran mansió al barri de Göztepe, on va viure amb la seva vella àvia, com els pares preferien quedar-se a París durant l'ocupació grega. Aquesta convivència va durar 16 dias. El 17 de desembre del mateix any, Zübeyde Hanım, mare de Mustafa Kemal, molt vella i malalta, va anar a Esmirna per quedar-se a la casa de Latife per a conèixer la seva futura nora, que s'ocupa d'ella fins a la seva mort el 14 de gener de 1923.
Latife i Mustafa Kemal es casen, el 29 de gener, a la casa d'Esmirna, de manera religiosa convencional, tot i que ella és present al costat del marit durant la cerimònia, contra les tradicions. Aquest matrimoni dura dos anys i mig fins al seu divorci el 5 d'agost de 1925.
Latife no és només una defensora dels drets de la dona o sufragista sinó que va demanar al seu marit el dret a ser escollida diputada, tan aviat com el 1923.

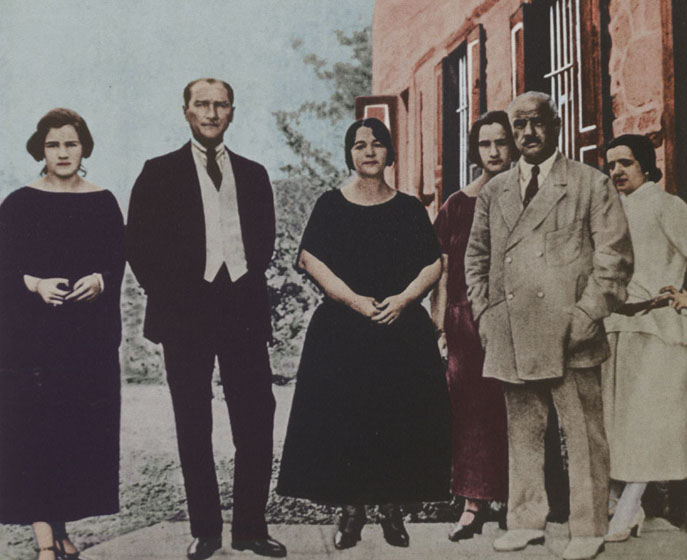
Latife Hanım amb Mustafa Kemal i la seva família en una fotografia de principis de 1923

Uns anys després de la finalització del seu matrimoni, el 1930 les dones turques van obtenir el dret de votar a les eleccions municipals i ser elegides als consells municipals; i el desembre de 1934 van aconseguir el dret constitucional d'elegir i ser elegides per a qualsevol càrrec públic. A les eleccions generals de febrer de 1935, 17 dones turques van ser elegides diputades de la Gran Assemblea Nacional de Turquia.